# The Chocolate Watchband
The Chocolate Watchband was een in 1965 opgerichte Amerikaanse garagerockband uit Los Altos.

## Bezetting
- Danny Phay (leadzang, 1965; 1968–69)
- David Aguilar (leadzang, harmonica, keyboards, 1966–67; 1999–heden)
- Bill Flores (basgitaar, achtergrondzang, 1966–69; 1999–2001)
- Mark Loomis (leadgitaar, keyboards, 1966–67; 1968–69)
- Sean Tolby (ritmegitaar, 1966–67; 1968–69)
- Gary Andrijasevich (drums, achtergrondzang, 1966–69; 1999–heden)
- Chris Flinders (leadzang, 1967)
- Tim Abbott (leadgitaar, 1967; 1999–heden)

- Mark Whittaker (drums, 1967)
- Ned Torney (gitaar, 1968–69, 2003-2004)
- Michael Reese (drums, 1999–2001)
- Alec Palao (basgitaar, achtergrondzang, 2001–heden)
- Derek See (gitaar, zang, keyboards, 2015-heden)
- Jo Kemling (keyboards, 1965–66)
- Rich Young (basgitaar, 1965)
- Daryl Hooper (gitaar, keyboards, 2012-2015)

## Geschiedenis
De band werd opgericht in de zomer van 1965 in Los Altos door Ned Torney en Mark Loomis. Beiden speelden samen in de band The Chaparrals in 1964. De band werd gecompleteerd door Rick Young, Pete Curry, Jo Kemling en Danny Phay. De band startte met rock-'n-roll en blues-standards en kreeg de eerste mogelijkheden om op te treden. Later speelden ze eigentijdse nummers van The Kinks, The Rolling Stones en The Who. Daarvan namen ze uiteindelijk ook enkele op, zoals I'm Not Like Everybody Else van The Kinks en Come On van The Rolling Stones. Curry werd spoedig vervangen door Gary Andrijasevich, een jazzdrummer van de Cupertino High School. De combo werd steeds bekender, toen Torney en Phay het aanbod van de meestrijdende band The Otherside uit hun buurt accepteerden. Kemling volgde spoedig daarna, zodat de eerste bezetting spoedig volledig was verbroken.
Toen de eerste bezetting van de band was ontbonden, voegde Loomis zich bij The Shandels. Hij verliet ook deze weer band na een korte periode en formeerde onder de intussen verlaten naam The Chocolate Watchband een nieuwe band met de Shandels-bassist Bill 'Flo' Flores en opnieuw Gary Andrijasevich. Vervolgens overtuigde hij het voormalige Topsiders-lid Sean Tolby om zich aan te sluiten. Daarna werd de toentertijd nog als biologiestudent aan de San José Staatsuniversiteit zijnde David Aguilar als leadzanger gecontracteerd. 
Loomis was als nieuwe oprichter van de band ook de leider en introduceerde binnen de eerste week voor de nieuwe bezetting mogelijkheden tot optredens in de concertzalen en nachtlokalen van San Francisco. De band overtroefde zichzelf, omdat ze niet alleen de tot deze tijd gangbare songs aan de top van de hitlijsten naspeelden, maar ook volledig onbekende nummers, die in de Verenigde Staten derhalve eerst in verbinding werden gebracht met de band, nog voordat de artiesten bekend werden.

## Discografie

### Singles
- 1966: Sweet Young Thing / Baby Blue (Uptown)
- 1967: Misty Lane / She Weaves a Tender Trap (Uptown)
- 1967: Are You Gonna Be There (At the Love-In) / No Way Out (Tower)

### Albums
- 1967: No Way Out (Tower)
- 1968: The Inner Mystique (Tower)
- 1969: One Step Beyond: (Tower) (als The Chocolate Watchband)
- 2000: Get Away (Orchard)
- 2001: At the Love-In Live! (Roir)

### Compilaties
- 1983: The Best of the Chocolate Watchband
- 1984: Forty Four
- 2005: Melts in Your Brain...Not On Your Wrist!